# Gruppo Sportivo Fascio Giovanni Grion 1933-1934
Questa voce raccoglie le informazioni riguardanti il Gruppo Sportivo Fascio Giovanni Grion nelle competizioni ufficiali della stagione 1933-1934.

## Divise
| Prima divisa |

## Rosa
| N. |                   | Ruolo | Calciatore                    |
| -- | ----------------- | ----- | ----------------------------- |
|    | Italia (bandiera) | C     | Giordano Bonelli              |
|    | Italia (bandiera) | A     | Mario Bonivento               |
|    | Italia (bandiera) | A     | Gino Brenco                   |
|    | Italia (bandiera) | C     | Giovanni Buich (Bucci)        |
|    | Italia (bandiera) | C     | Francesco Cerdonio            |
|    | Italia (bandiera) | C     | Giorgio Cidri                 |
|    | Italia (bandiera) | P     | Giacomo Crismanich (Crismani) |
|    | Italia (bandiera) | A     | Nicolò Curto                  |
|    | Italia (bandiera) | P     | Valerio Dinelli (II)          |
|    | Italia (bandiera) | D     | Tullio Duimovich              |

| N. |                   | Ruolo | Calciatore                 |
| -- | ----------------- | ----- | -------------------------- |
|    | Italia (bandiera) | C     | Mario Gustincich (Gustini) |
|    | Italia (bandiera) | A     | Giovanni Luciani           |
|    | Italia (bandiera) | A     | Silvio Marini              |
|    | Italia (bandiera) | A     | Rodolfo Ostroman           |
|    | Italia (bandiera) | D     | Nicolò Poiani              |
|    | Italia (bandiera) | D     | Rodolfo Tomich (Tomi)      |
|    | Italia (bandiera) | D     | Armando Vatta (I)          |
|    | Italia (bandiera) | C     | Mario Verk (Monti) (I)     |
|    | Italia (bandiera) | C     | Bruno Vucich (Vucini)      |

## Risultati

### Serie B

#### Girone B

##### Girone di andata
| Pola 10 settembre 1933 1ª giornata | Grion Pola | 0 – 2 | Serenissima | Stadio del Littorio di Pola |

| Modena 17 settembre 1933 2ª giornata | Modena | 1 – 0 | Grion Pola | Campo di Viale Fontanelli |

| Arbitro: | Piccoli (Bologna) |

|                         |           |                         |
| Camolese 4’ Spinato 20’ | Marcatori | 3’, 86’ Cidri 75’ Curto |

| Arbitro: | Pasinato (Venezia) |

|                    |           |  |
| Bonelli Brenco 79’ | Marcatori |  |

| Arbitro: | Ciamberlini (Genova) |

|                         |           |             |
| Tommasi 23’ Bianchi 37’ | Marcatori | 10’ Luciani |

| Arbitro: | Piccoli (Bologna) |

|                      |           |           |
| Brenco Bonelli Cidri | Marcatori | Benedetti |

| Arbitro: | Stradi (Dolo) |

|        |           |  |
| Brenco | Marcatori |  |

| Como 5 novembre 1933 9ª giornata | Comense | 3 – 2 | Grion Pola | Stadio Giuseppe Sinigaglia |

| Pistoia 12 novembre 1933 10ª giornata                               | Pistoiese | 2 – 0 referto | Grion Pola | Stadio Monteoliveto |
| \| \| \| \| \| Tasselli 14’ (rig.) Innocenti 74’ \| Marcatori \| \| |           |               |            |                     |
|                                                                     |           |               |            |                     |
| Tasselli 14’ (rig.) Innocenti 74’                                   | Marcatori |               |            |                     |

| Arbitro: | Cugnini (Ancona) |

|                                     |           |       |
| Bonivento 15’ Vucini 43’ Brenco 60’ | Marcatori | Braga |

| Arbitro: | Rovida (Milano) |

|                 |           |  |
| Brossi Scategni | Marcatori |  |

| Arbitro: | Monti (Senigallia) |

|                                  |           |  |
| Ostromann 38’ Bonelli 50’ (rig.) | Marcatori |  |

##### Girone di ritorno
| Venezia 17 dicembre 1933 14ª giornata | Serenissima | 1 – 1 | Grion Pola | Stadio Pierluigi Penzo |

| Arbitro: | Saracini (Ancona) |

|           |           |          |
| Ostromann | Marcatori | Lombatti |

| Arbitro: | Gardenghi (Brescia) |

|                        |           |                  |
| Curto Bonivento ?’, ?’ | Marcatori | Scavazza Spinato |

| Bergamo 7 gennaio 1934 17ª giornata | Atalanta | 2 – 1 | Grion Pola | Stadio Mario Brumana |

| Arbitro: | Borghetti (Ancona) |

|                                       |           |  |
| Curto ?’, ?’, ?’ Bonivento ?’, ?’, ?’ | Marcatori |  |

| Foggia 21 gennaio 1934 19ª giornata | Foggia | 6 – 2 | Grion Pola | Campo Sportivo del Littorio |

| Bari 28 gennaio 1934 20ª giornata | Bari | 2 – 0 | Grion Pola | Campo degli Sports |

| Pola 18 febbraio 1934 22ª giornata | Grion Pola         | 0 – 0 referto | Comense | Stadio del Littorio di Pola\| Arbitro: \| Pasinato (Venezia) \| |
| Arbitro:                           | Pasinato (Venezia) |               |         |                                                                 |

| Arbitro: | Carminati (Milano) |

|                  |           |            |
| Bonivento ?’, ?’ | Marcatori | Pastacaldi |

| Ferrara 4 marzo 1934 24ª giornata | SPAL | 2 – 2 | Grion Pola | Campo Littorio |

| Arbitro: | Piccoli (Bologna) |

|                                       |           |  |
| Brenco Luciani Ostromann Bacci Bucini | Marcatori |  |

| Cremona 18 marzo 1934 26ª giornata | Cremonese | 1 – 1 | Grion Pola | Stadio Giovanni Zini |

## Statistiche

### Statistiche di squadra
| Competizione | Punti | In casa | In casa | In casa | In casa | In casa | In casa | In trasferta | In trasferta | In trasferta | In trasferta | In trasferta | In trasferta | Totale | Totale | Totale | Totale | Totale | Totale | DR |
| Competizione | Punti | G       | V       | N       | P       | Gf      | Gs      | G            | V            | N            | P            | Gf           | Gs           | G      | V      | N      | P      | Gf     | Gs     | DR |
| ------------ | ----- | ------- | ------- | ------- | ------- | ------- | ------- | ------------ | ------------ | ------------ | ------------ | ------------ | ------------ | ------ | ------ | ------ | ------ | ------ | ------ | -- |
| Serie B      | 25    | 12      | 9       | 2       | 1       | 28      | 8       | 12           | 1            | 3            | 8            | 13           | 26           | 24     | 10     | 5      | 9      | 41     | 34     | +7 |
| Totale       | 25    | 12      | 9       | 2       | 1       | 28      | 8       | 12           | 1            | 3            | 8            | 13           | 26           | 24     | 10     | 5      | 9      | 41     | 34     | +7 |

### Statistiche dei giocatori
| Giocatore     | Serie B  | Serie B |
| Giocatore     | Presenze | Reti    |
| ------------- | -------- | ------- |
| G. Bonelli    | 19       | 3       |
| M. Bonivento  | 22       | 9       |
| G. Brenco     | 18       | 6       |
| G. Buich      | 2        | 1       |
| F. Cerdonio   | 13       | 0       |
| G. Cidri      | 9        | 3       |
| G. Crismani   | 18       | -27     |
| N. Curto      | 24       | 7       |
| V. Dinelli    | 6        | -7      |
| M. Gustincich | 1        | 0       |
| G. Luciani    | 24       | 3       |
| S. Marini     | 7        | 1       |
| R. Ostroman   | 13       | 5       |
| N. Poiani     | 2        | 0       |
| R. Tomich     | 15       | 0       |
| A. Vatta      | 22       | 0       |
| M. Verk       | 9        | 0       |
| B. Vucinich   | 18       | 3       |